# 黃竹坑新圍舊民居
22°14′57″N 114°10′36″E / 22.24917°N 114.17667°E

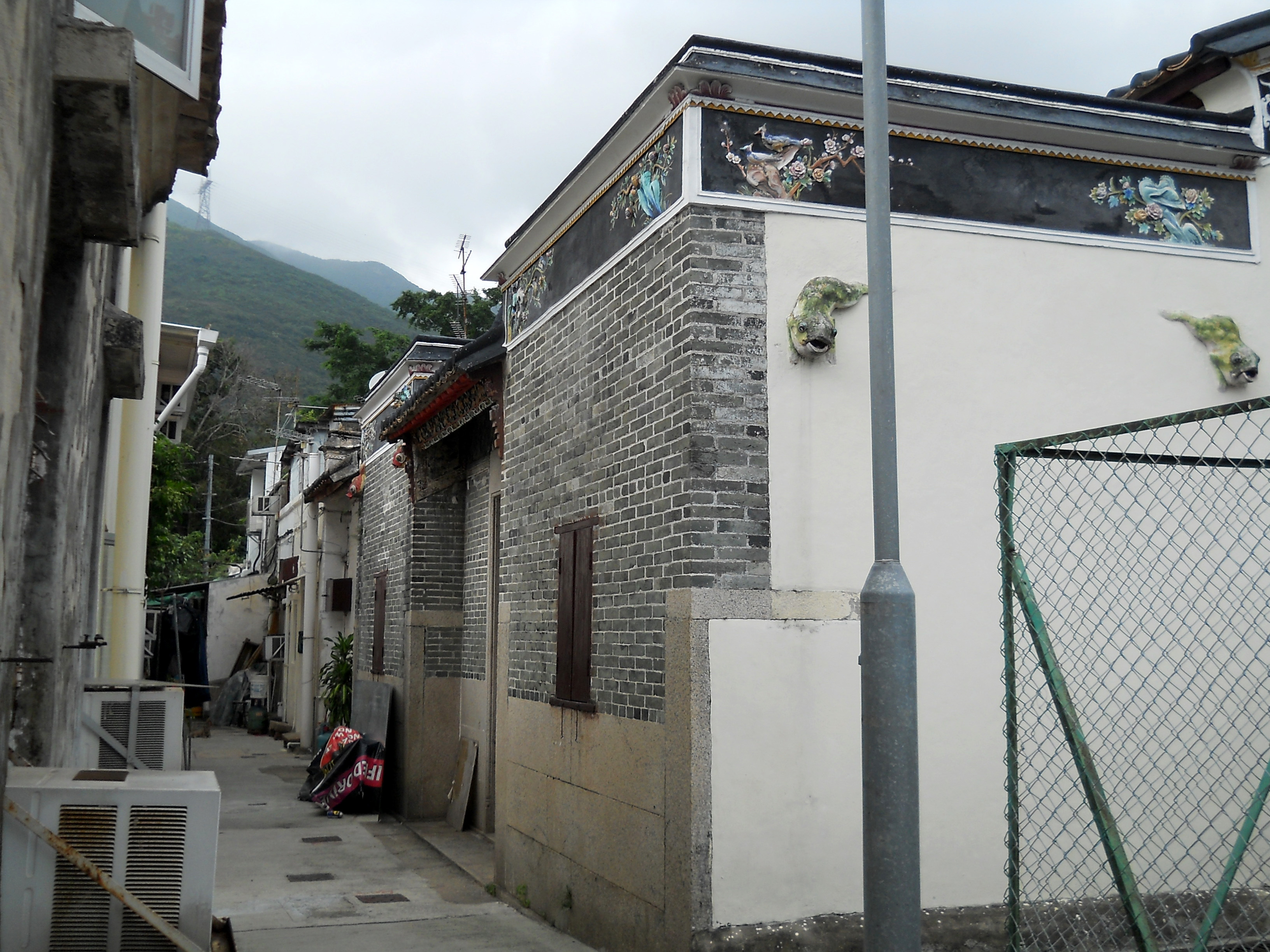
黃竹坑新圍舊民居

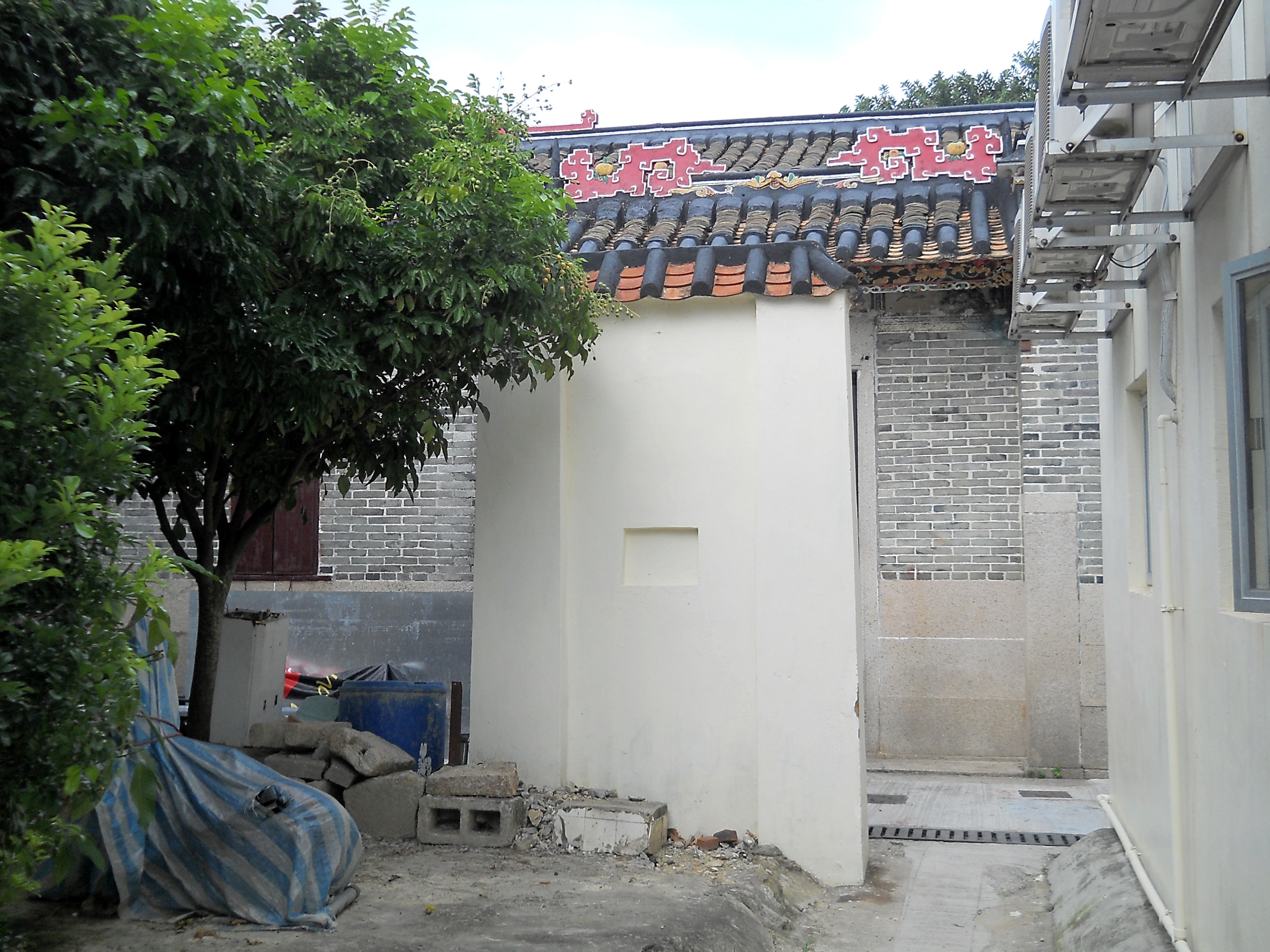
舊民居前有影壁

黃竹坑新圍舊民居位於香港黃竹坑黃竹坑新圍10號，始建於1890年代，是香港前現代式建築風格村屋的典範。於2009年12月18日確定為二級歷史建築物。

## 歷史
黃竹坑新圍經過百多年的變遷，舊民居多已遭拆卸，餘下10號仍維持舊貌。舊民居原本是黃竹坑新圍原居民周氏的居所，據說與周壽臣有親戚關係，其後在1992年以300萬港元將業權轉予香港政府。1996年舊民居進行大規模修葺，現交由康樂及文化事務署轄下的古物古蹟辦事處管理。
據稱港府在收購舊民居後原擬納入計劃興建的「黃竹坑道公園」內用作民俗館供市民參觀，其後因1997年的金融風暴導致政府嚴重財赤，計劃因而遭到擱置至今已十多年。古物古蹟辦事處在2013年2月宣布黃竹坑新圍舊民居對外開放。

## 建築
舊民居採用硬山式瓦頂設計，由大麻石及青磚建成，正脊上有傳統的博古圖形雕塑，簷壁上繪有山水畫，而用作疏導屋頂的去水渠口，是以鯉魚及蟾蜍造型的泥塑吉祥飾物，房屋大門設有橫木柵，門外設有小型影壁。

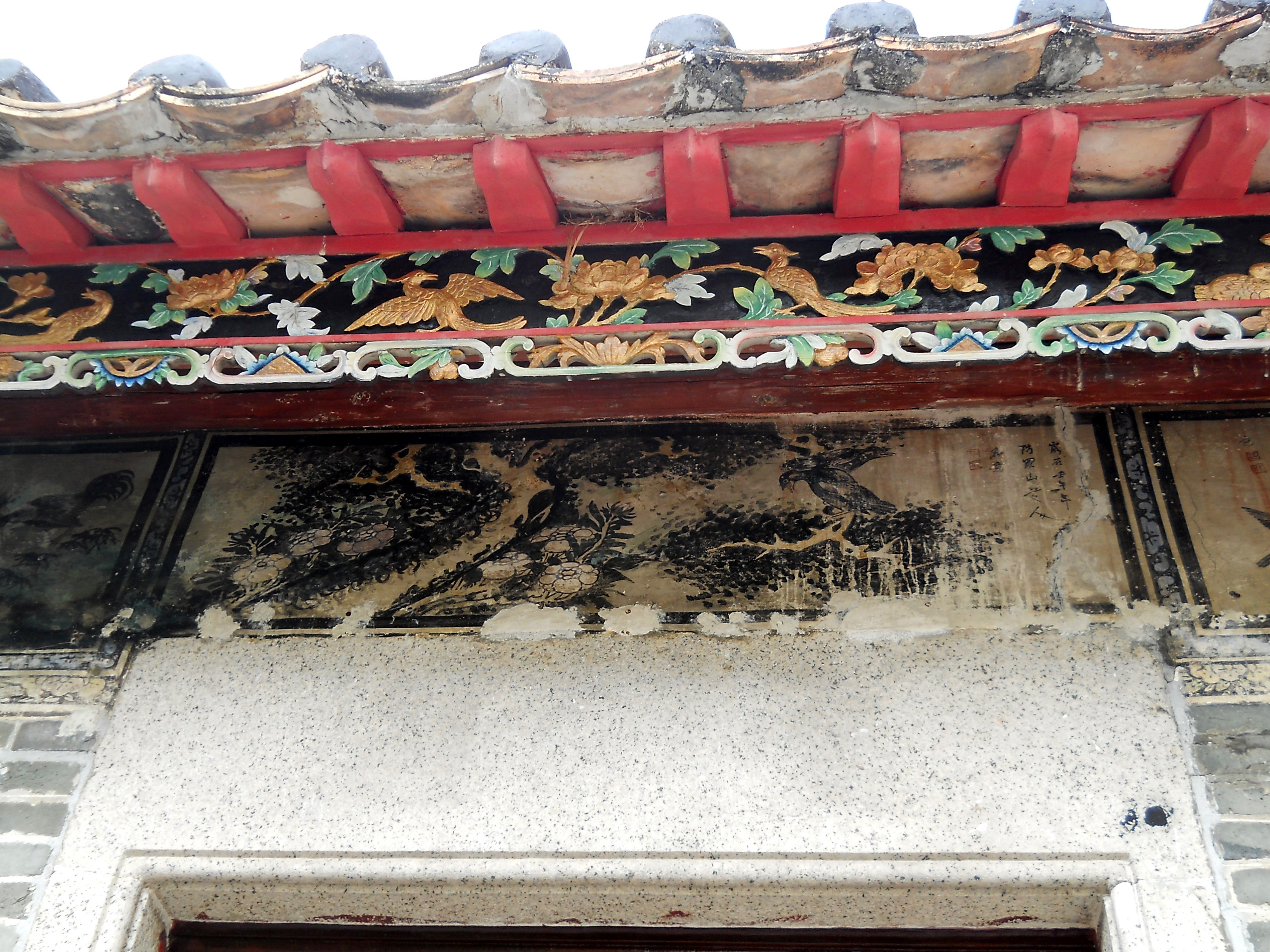
簷壁上的山水畫
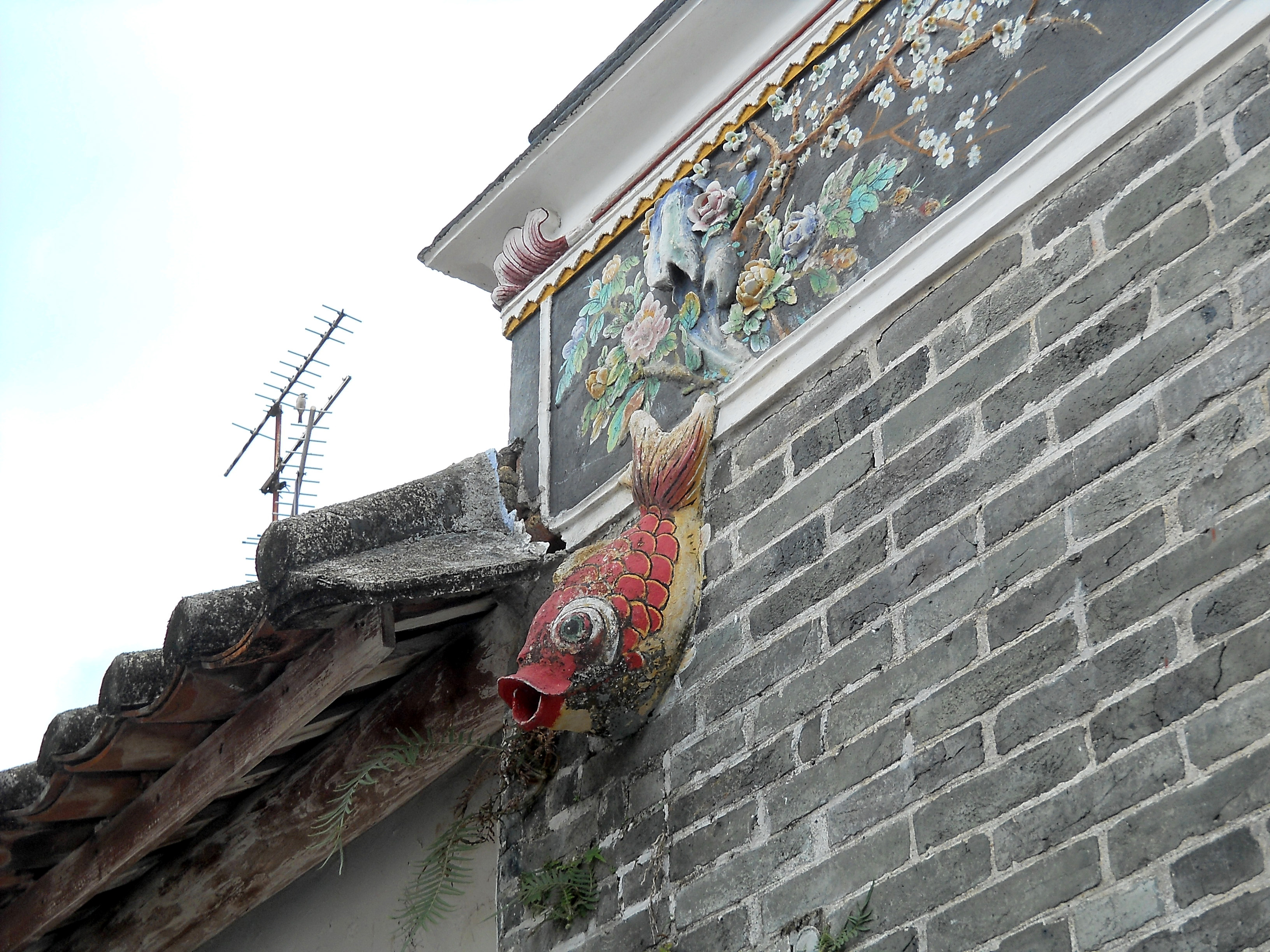
鯉魚出水口
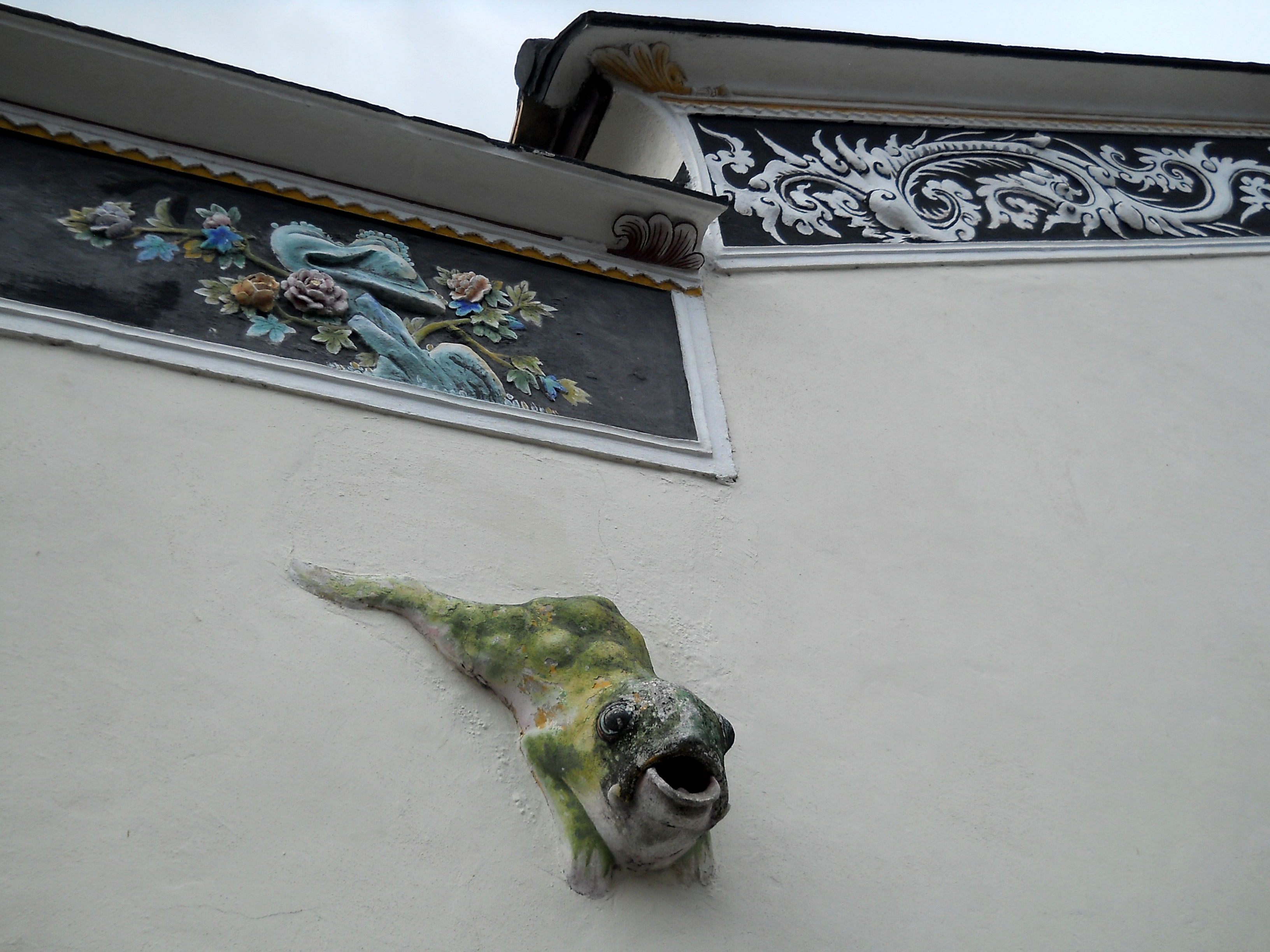
蟾蜍出水口

## 開放時間
星期六、日及公眾假期：上午9時至下午1時及下午2時至5時

星期一至五、農曆新年初一至初三：休息